# گل‌مراد حلیموف
گل‌مراد حلیموف (حلیموف گل‌مراد سلیموویچ؛ ۱۴ مه ۱۹۷۵ – ۸ سپتامبر ۲۰۱۷) افسر نظامی تاجیک، سرهنگ و فرمانده سابق نیروهای وزارت کشور تاجیکستان بود که در دوره ۲۰۰۳–۲۰۱۴، در همکاری های آمریکا و تاجیکستان شرکت داشت. این همکاری‌ها شامل آموزش ضد تروریسم توسط وزارت امور خارجه آمریکا و سایر شرکت های نظامی خصوصی در بلک‌واتر بود. وی در سال ۲۰۱۵ ، به صفوف داعش پیوست.

## اوایل زندگی
او در ۱۴ مه ۱۹۷۵ در ورزاب، تاجیکستان، بخشی از اتحاد جماهیر شوروی به دنیا آمد.

## خدمت در نیروهای امنیتی تاجیکستان
خلیم اف در نهایت به نیروهای امنیتی تاجیکستان پیوست و به عنوان تک تیرانداز آموزش دید و به رهبری نیروهای ویژه OMON تاجیکستان رسید؛ در این سمت، او به عنوان «یکی از بهترین افسران آموزش دیده در کشور به شمار می‌رفت. ".